# Gil Roger Vázquez
Gil Roger Vázquez (Xelva, 1862 - 1940) fou un advocat i polític valencià, fill de Gil Roger Duval, diputat a les Corts Espanyoles durant la restauració borbònica.

## Biografia
Es llicencià en dret per la Universitat de Valladolid, exercí uns anys com a advocat i s'afilià al Partit Liberal, amb el que el 1886 fou elegit diputat provincial pel districte de Xelva i nomenat president de la Comissió Provincial, càrrec que ocupà fins al 1898. En aquests anys fou director de l'hospital i de la junta d'obres del port de València. Es casà amb la pedagoga Natividad Domínguez Atalaya i s'interessà per les qüestions educatives.
Fou elegit diputat pel districte de Xelva a les eleccions generals espanyoles de 1905, però renuncià al seu escó el desembre de 1906, i fou substituït per Ricardo Aparicio y Aparicio. Fou novament escollit a les eleccions generals espanyoles de 1910, i a les Corts defensà la necessitat d'un ferrocarril directe de València a Madrid. Durant aquests anys fou governador civil de Tarragona i delegat d'Ensenyament Primari a València. Va escriure articles a Las Provincias.

## Obres
- Regionalismo práctico
- La enseñanza en Valencia durante los años 1910 y 1911, informe presentat a les corts el 1912
- Desde la atalaya y cuevas del Imán (novel·la)
- Del monte y del llano (poemes), 1931[1]
- Santa y Zaida (novela), 1914[2]